# Preliminaria pokojowe
Preliminaria pokojowe (ang. preliminary peace z łac. praeliminaris – przygotowawczy od prae ‘przed’ i limen dpn. liminis ‘próg; wejście’) – tymczasowy układ, wstępna umowa między dwoma lub więcej wrogimi stronami, zazwyczaj państwami lub rządami, prowadzącymi wojnę. W umowie tej strony konfliktu zbrojnego lub wojny ustanawiają długotrwałe zawieszenie broni oraz przyrzekają (zobowiązują się) zawrzeć traktat pokojowy lub przywracają pokój, pozostawiając szczegółowe kwestie dotyczące pokoju do uregulowania w późniejszym terminie.